# Catocala haroldiana
Catocala haroldiana är en fjärilsart som beskrevs av Charles Oberthür. Catocala haroldiana ingår i släktet Catocala och familjen nattflyn. Inga underarter finns listade i Catalogue of Life.